# Нюббель
Нюббель (нім. Nübbel) — громада в Німеччині, розташована в землі Шлезвіг-Гольштейн. Входить до складу району Рендсбург-Екернферде. Складова частина об'єднання громад Фокбек.
Площа — 14,02 км2. Населення становить 1588 ос. (станом на 31 грудня 2020).